# Campeonato Mundial de Esgrima de 1971
El XXXVIII Campeonato Mundial de Esgrima se celebró en Viena (Austria) entre el 4 y el 17 de julio de 1971 bajo la organización de la Federación Internacional de Esgrima (FIE) y la Federación Austriaca de Esgrima.

## Medallistas

### Masculino
| Evento              | Oro                                                                                     | Plata                                                                                         | Bronce                                                                                                  |
| ------------------- | --------------------------------------------------------------------------------------- | --------------------------------------------------------------------------------------------- | --- |
| Florete individual  | Vasili Stankovich URSS                                                                  | Marek Dąbrowski · Polonia                                                                     | Alexandr Romankov URSS                                                                                  |
| Florete por equipos | Jean-Claude Magnan Bernard Talvard Christian Noël Daniel Revenu Bruno Boscherie Francia | Witold Woyda · Marek Dąbrowski · Jerzy Kaczmarek · Lech Koziejowski · Adam Lisewski · Polonia | Vasili Stankovich Alexandr Romankov Anatoli Koteshev Viktor Putiatin Vladimir Denisov URSS              |
| Espada individual   | Grigori Kriss URSS                                                                      | Nicola Granieri · Italia                                                                      | Rolf Edling · Suecia                                                                                    |
| Espada por equipos  | Csaba Fenyvesi · Győző Kulcsár · Zoltán Nemere · Pál Schmitt · Hungría                  | Alekséi Nikanchikov Viktor Modzolevski Serguei Paramonov Igor Valetov Grigori Kriss URSS      | Per Sundberg · Rolf Edling · Carl von Essen · Hans Jacobson · Orvar Jönsson · Suecia                    |
| Sable individual    | Michele Maffei · Italia                                                                 | Jerzy Pawłowski · Polonia                                                                     | Viktor Sidiak URSS                                                                                      |
| Sable por equipos   | Mark Rakita Viktor Sidiak Eduard Vinokurov Vladimir Nazlymov Serguei Prijodko URSS      | Péter Bakonyi · Tibor Pézsa · Péter Marót · Miklós Meszéna · Tamás Kovács · Hungría           | Mario Aldo Montano · Rolando Rigoli · Michele Maffei · Cesare Salvadori · Mario Tullio Montano · Italia |

### Femenino
| Evento              | Oro                                                                                      | Plata | Bronce |
| ------------------- | ---------------------------------------------------------------------------------------- | --- | --- |
| Florete individual  | Marie-Chantal Demaille Francia                                                           | Ildikó Rejtő · Hungría                                                                                      | Ana Pascu Rumania |
| Florete por equipos | Galina Gorojova Yelena Belova Alexandra Zabelina Svetlana Chirkova Nadezhda Ivanova URSS | Ildikó Rejtő · Ildikó Schwarczenberger · Ildikó Bóbis · Mária Szolnoki · Judit Ágoston-Mendelényi · Hungría | Krystyna Machnicka-Urbánska · Halina Balon · Elżbieta Franke-Cymerman · Jolanta Bebel-Rzymowska · Barbara Wysoczańska · Polonia |

## Medallero
| Núm. | País    | Oro | Plata | Bronce | Total |
| ---- | ------- | --- | ----- | ------ | ----- |
| 1    | URSS    | 4   | 1     | 3      | 8     |
| 2    | Francia | 2   | 0     | 0      | 2     |
| 3    | Hungría | 1   | 3     | 0      | 4     |
| 4    | Italia  | 1   | 1     | 1      | 3     |
| 5    | Polonia | 0   | 3     | 1      | 4     |
| 6    | Suecia  | 0   | 0     | 2      | 2     |
| 7    | Rumania | 0   | 0     | 1      | 1     |
|      | TOTAL   | 8   | 8     | 8      | 24    |